# زیردریایی یو-۴۵۵
زیردریایی یو-۴۵۵ (به انگلیسی: German submarine U-455) یک زیردریایی بود که طول آن ۶۷٫۱ متر (۲۲۰ فوت ۲ اینچ) بود. این زیردریایی در سال ۱۹۴۱ ساخته شد.